# Lotta greco-romana ai Giochi della XIX Olimpiade - Pesi leggeri
La competizione della categoria pesi leggeri (fino a 70 kg) di lotta greco-romana dei Giochi della XIX Olimpiade si è svolta dal 23 al 26 ottobre 1968 all'Arena Insurgentes di Città del Messico.

## Formato
Ad ogni incontro venivano assegnate penalità secondo il risultato.
Con sei penalità o più il lottatore veniva eliminato.

## Risultati
| Legenda                                  | Legenda |
| ---------------------------------------- | ------- |
| Lottatore con 6 penalità o più Eliminato |         |

### 1º Turno
Si è disputato il 23 ottobre
| Vincitore            | Pen. | Risultato   | Sconfitto            | Pen. |
| -------------------- | ---- | ----------- | -------------------- | ---- |
| Klaus Rost           | 1    | Ai Punti    | Mahmoud El-Sherbini  | 3    |
| Ion Enache           | 2,5  | = Parità =  | Kazım Ayvaz          | 2,5  |
| Eero Tapio           | 4    | Schienata   | Eliseo Salugta       | 0    |
| Antal Steer          | 1    | Ai Punti    | Stoyan Apostolov     | 3    |
| Muneji Munemura      | 0    | Squalifica  | Piero Bellotti       | 4    |
| Guy Marchand         | 1    | Ai Punti    | Carlos Alberto Vario | 3    |
| Seo Hun-Gyo          | 0    | Squalifica  | Ángel Aldama         | 4    |
| António Galantinho   | 1    | Ai Punti    | Gord Garvie          | 3    |
| Petros Galaktopoulos | 0    | Squalifica  | Mario Tovar          | 4    |
| Klaus Pohl           | 0,5  | Superiorità | Vítězslav Mácha      | 3,5  |
| Gennady Sapunov      | 0    | Schienata   | Jan Karlsson         | 4    |
| Stevan Horvat        | 0    | Schienata   | Kurt Madsen          | 4    |
| Werner Holzer        | 0    | Schienata   | Mohamed Ben Mansour  | 4    |

### 2º Turno
Si è disputato il 24 ottobre
| Vincitore            | Pen. | Risultato   | Sconfitto            | Pen. |
| -------------------- | ---- | ----------- | -------------------- | ---- |
| Ion Enache           | 3,5  | Ai Punti    | Mahmoud El-Sherbini  | 6    |
| Klaus Rost           | 3    | = Parità =  | Kazım Ayvaz          | 4,5  |
| Antal Steer          | 1    | Schienata   | Eliseo Salugta       | 8    |
| Eero Tapio           | 0    | Schienata   | Stoyan Apostolov     | 7    |
| Muneji Munemura      | 0,5  | Superiorità | Carlos Alberto Vario | 6,5  |
| Piero Bellotti       | 5    | Ai Punti    | Guy Marchand         | 4    |
| Seo Hun-Gyo          | 1    | Ai Punti    | António Galantinho   | 4    |
| Gord Garvie          | 3    | Schienata   | Ángel Aldama         | 8    |
| Vítězslav Mácha      | 3,5  | Schienata   | Mario Tovar          | 8    |
| Petros Galaktopoulos | 0    | Schienata   | Klaus Pohl           | 4,5  |
| Gennady Sapunov      | 1    | Ai Punti    | Stevan Horvat        | 3    |
| Jan Karlsson         | 4    | Schienata   | Werner Holzer        | 4    |
| Kurt Madsen          | 5    | Ai Punti    | Mohamed Ben Mansour  | 7    |

### 3º Turno
Si è disputato il 25 ottobre
| Vincitore            | Pen. | Risultato  | Sconfitto          | Pen. |
| -------------------- | ---- | ---------- | ------------------ | ---- |
| Klaus Rost           | 3    | Squalifica | Ion Enache         | 7,5  |
| Eero Tapio           | 2    | = Parità = | Antal Steer        | 3    |
| Muneji Munemura      | 0,5  | Schienata  | Guy Marchand       | 8    |
| Piero Bellotti       | 6    | Ai Punti   | Seo Hun-Gyo        | 4    |
| Petros Galaktopoulos | 0    | Schienata  | António Galantinho | 8    |
| Vítězslav Mácha      | 3,5  | Squalifica | Gord Garvie        | 7    |
| Klaus Pohl           | 5,5  | Ai Punti   | Gennady Sapunov    | 4    |
| Stevan Horvat        | 4    | Ai Punti   | Jan Karlsson       | 7    |
| Werner Holzer        | 5    | Ai Punti   | Kurt Madsen        | 8    |
| Kazım Ayvaz          | -    | Ritirato   |                    |      |

### 4º Turno
Si è disputato il 25 ottobre
| Vincitore            | Pen. | Risultato | Sconfitto       | Pen. |
| -------------------- | ---- | --------- | --------------- | ---- |
| Klaus Rost           | 4    | Ai Punti  | Eero Tapio      | 5    |
| Muneji Munemura      | 1,5  | Ai Punti  | Antal Steer     | 6    |
| Petros Galaktopoulos | 1    | Ai Punti  | Seo Hun-Gyo     | 7    |
| Gennady Sapunov      | 5    | Ai Punti  | Vítězslav Mácha | 6,5  |
| Stevan Horvat        | 4    | Schienata | Klaus Pohl      | 9,5  |
| Werner Holzer        | 5    | Esentato  |                 |      |

### 5º Turno
Si è disputato il 26 ottobre
| Vincitore            | Pen. | Risultato  | Sconfitto       | Pen. |
| -------------------- | ---- | ---------- | --------------- | ---- |
| Klaus Rost           | 5    | Ai Punti   | Werner Holzer   | 8    |
| Muneji Munemura      | 4    | = Parità = | Eero Tapio      | 7,5  |
| Petros Galaktopoulos | 2    | Ai Punti   | Gennady Sapunov | 8    |
| Stevan Horvat        | 4    | Esentato   |                 |      |

### 6º Turno
Si è disputato il 26 ottobre
| Vincitore       | Pen. | Risultato | Sconfitto            | Pen. |
| --------------- | ---- | --------- | -------------------- | ---- |
| Stevan Horvat   | 5    | Ai Punti  | Klaus Rost           | 8    |
| Muneji Munemura | 5    | Ai Punti  | Petros Galaktopoulos | 5    |

### Girone Finale
| Vincitore       | Pen. | Risultato  | Sconfitto            | Pen. |
| --------------- | ---- | ---------- | -------------------- | ---- |
| Muneji Munemura | 1    | Ai Punti   | Petros Galaktopoulos | 3    |
| Muneji Munemura | 3,5  | = Parità = | Stevan Horvat        | 2,5  |
| Stevan Horvat   | 5    | = Parità = | Petros Galaktopoulos | 5,5  |

1. ↑  Disputato nel 6º turno

## Classifica finale
| Pos.    | Atleta               | Nazione          |
| ------- | -------------------- | ---------------- |
| Oro     | Muneji Munemura      | Giappone         |
| Argento | Stevan Horvat        | Jugoslavia       |
| Bronzo  | Petros Galaktopoulos | Grecia           |
| 4       | Klaus Rost           | Germania Ovest   |
| 5       | Eero Tapio           | Finlandia        |
| 6       | Gennady Sapunov      | Unione Sovietica |
| 6       | Werner Holzer        | Stati Uniti      |
| 8       | Antal Steer          | Ungheria         |
| 9       | Vítězslav Mácha      | Cecoslovacchia   |
| 10      | Seo Hun-Gyo          | Corea del Sud    |
| 11      | Klaus Pohl           | Germania Est     |
| 12      | Piero Bellotti       | Italia           |
| 13      | Gord Garvie          | Canada           |
| 13      | Jan Karlsson         | Svezia           |
| 15      | Ion Enache           | Romania          |
| 16      | Kurt Madsen          | Danimarca        |
| 16      | Guy Marchand         | Francia          |
| 16      | António Galantinho   | Portogallo       |
| 19      | Kazım Ayvaz          | Turchia          |
| 20      | Mahmoud El-Sherbini  | Rep. Araba Unita |
| 21      | Carlos Alberto Vario | Argentina        |
| 22      | Stoyan Apostolov     | Bulgaria         |
| 22      | Mohamed Ben Mansour  | Marocco          |
| 24      | Ángel Aldama         | Guatemala        |
| 24      | Mario Tovar          | Messico          |
| 24      | Eliseo Salugta       | Filippine        |